# Lentilles
Lentilles ist eine französische Gemeinde mit 128 Einwohnern (Stand: 1. Januar 2022) im Département Aube in der Region Grand Est (vor 2016: Champagne-Ardenne); sie gehört zum Arrondissement Bar-sur-Aube und zum Kanton Brienne-le-Château.

## Geographie
Lentilles liegt in der Trockenen Champagne, rund 40 Kilometer nordöstlich von Troyes. Der Fluss Voire, in den hier der Chevry einmündet,  tangiert das Gemeindegebiet. Umgeben wird Lentilles von den Nachbargemeinden Chavanges im Nordwesten und Norden, Joncreuil im Norden, Bailly-le-Franc im Nordosten, Rives Dervoises im Osten, Süden und Südosten, Hampigny im Süden und Südwesten sowie Villeret im Westen.

## Bevölkerungsentwicklung
| Jahr                       | 1962 | 1968 | 1975 | 1982 | 1990 | 1999 | 2006 | 2019 |
| Einwohner                  | 242  | 199  | 183  | 183  | 143  | 108  | 98   | 127  |
| Quellen: Cassini und INSEE |      |      |      |      |      |      |      |      |

## Sehenswürdigkeiten
- Kirche Saint-Jacques-et-Saint-Philippe, seit 1933 Monument historique

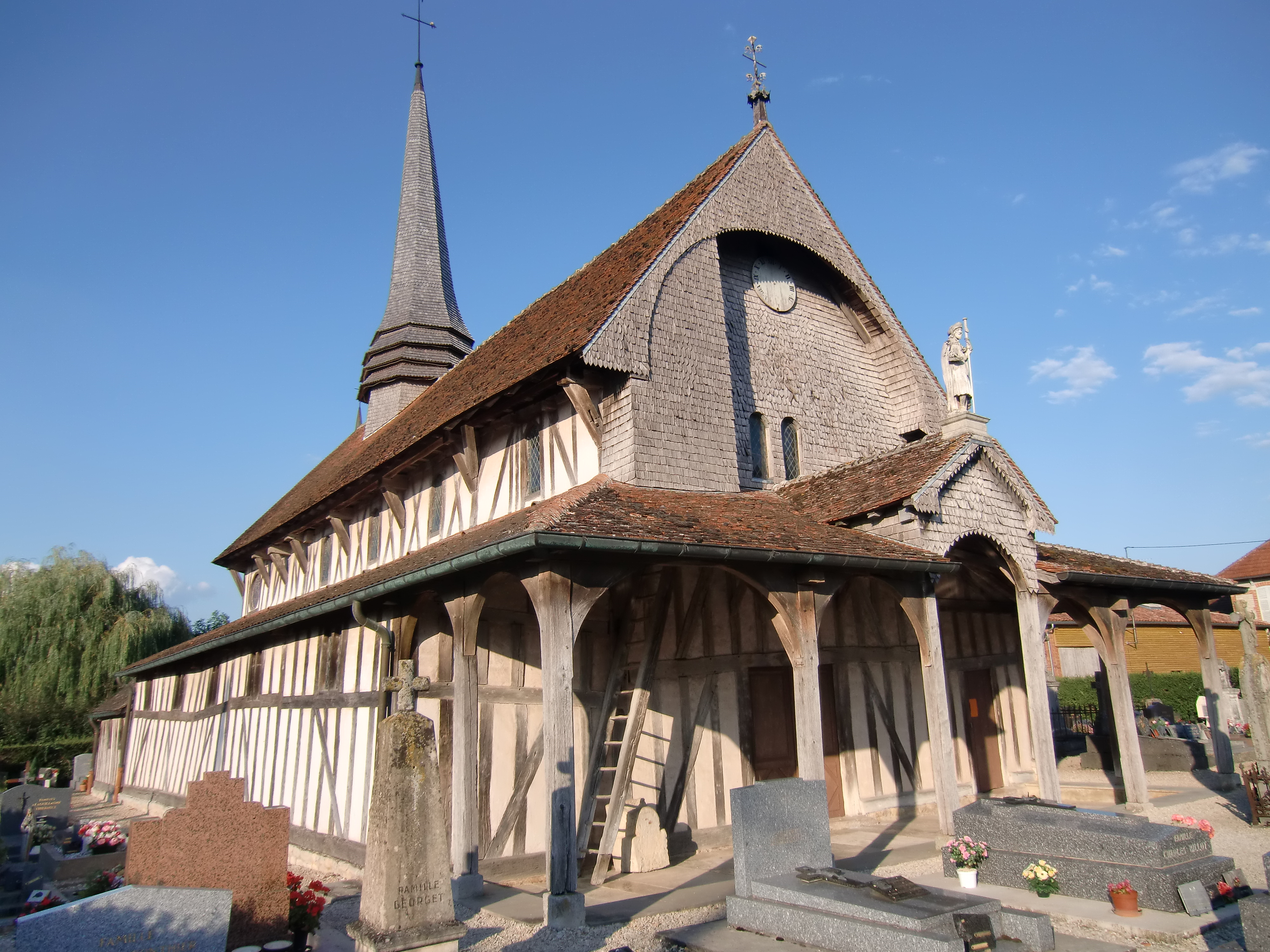
Kirche Saint-Jacques-et-Saint-Philippe